# أحمد مصطفى
أحمد بن أحمد بن مصطفى بن أحمد بن محمد أبو حسن (1939- 5 فبراير 2021) قارئ قرآن مصري ومعلم.

## نشأته
ولد الشيخ أحمد أبو حسن الإثنين 23 أكتوبر 1922 ميلاديا، الموافق 3 ربيع الأول عام 1341 من الهجرة، بقرية مليج، من أعمال مركز شبين الكوم، محافظة المنوفية بمصر. اشتهر بين أقرانه الصغار بقوة الحافظة، والذكاء، وكانت أولى خطوات التعلم المعهودة في ريف مصر -وقتها- في كتاب القرية، حيث أتم حفظ القرآن الكريم في كُتاب مسجد سيدي نعمة الله بمليج، وكان ذلك في سن العاشرة، حيث كان إتمام حفظ القرآن مسوغًا لالتحاقه بالأزهر الذي أتم فيه تعليمه الديني النظامي.
التحق بالمعهد الابتدائي الأزهري بشبين الكوم، وبعد أن أتم دراسته فيه التحق بالمعهد الثانوي الأزهري بطنطا. انتقل بعدها وعمره 21 عاما (عام 1943) إلى القاهرة، ليُتم جانبًا آخر من جوانب تعليمه الديني، حيث التحق بكلية الشريعة، التي حصل منها عام 1948 على الإجازة العلمية، وحصل منها على إجازة التدريس في عام 1950، ليبدأ رسالته التي سيكون بها واحدًا من أولئك الرجال الذين آلوا على أنفسهم أن ينشروا علوم القرآن، وضبط قراءاته، متميزًا في ذلك بالدأب والمثابرة للوصول إلى أوثق الطرق وأصحها في قراءة القرآن كما أنزله البارئ سبحانه، وكما قرأه رسول الله صلى الله عليه وسلم.

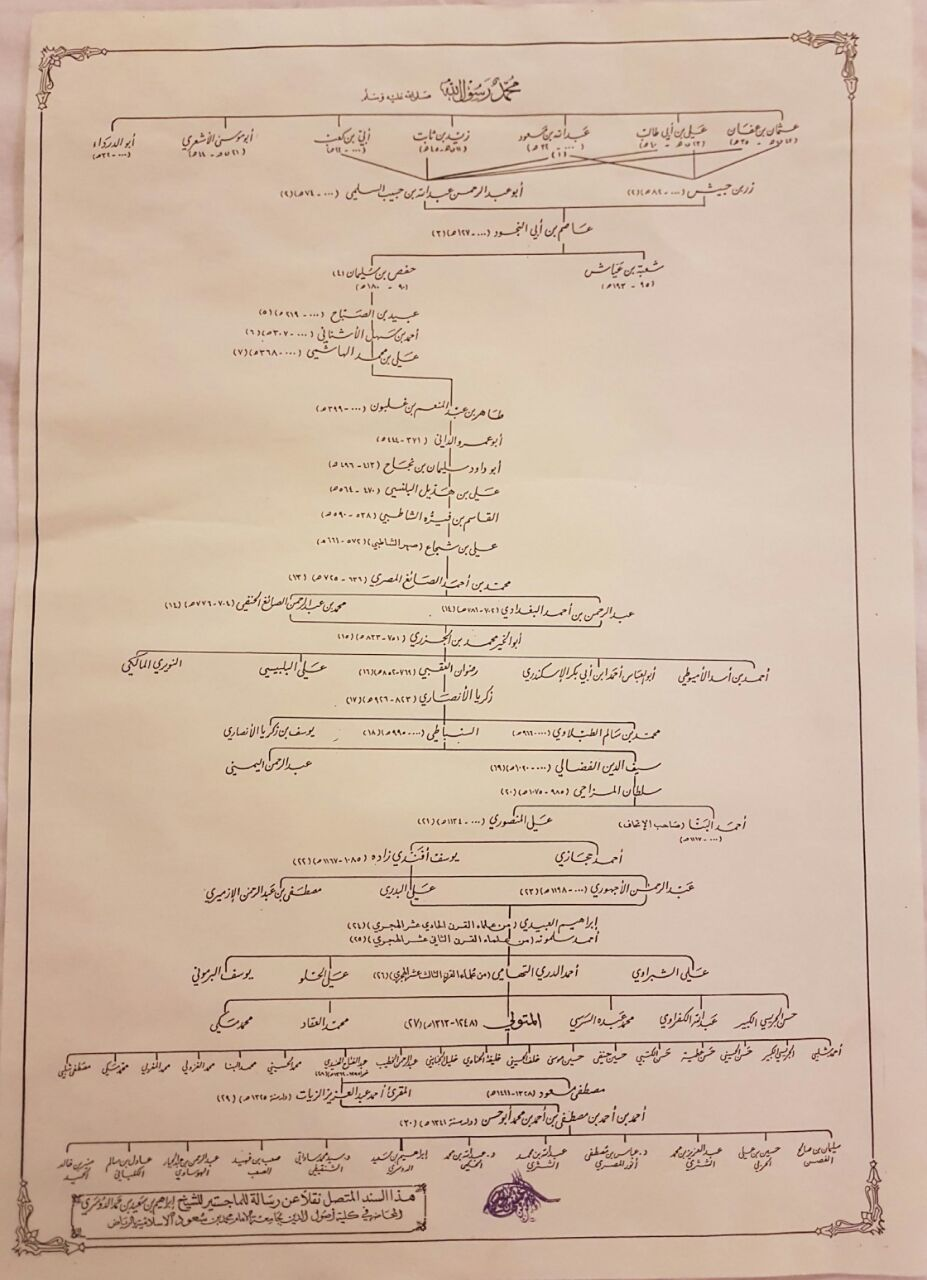
السند المتصل للقراءة

## يقرأ ويُعلم القراءات العشر
استمر الشيخ أحمد أبو حسن قرابة ثلاثين عامًا في تدريس علوم القرآن وقراءاته بمعهد القراءات بشبرا (معهد الخازندار)، وهو المعهد التابع مباشرة لكلية اللغة العربية بالأزهر. واستمر مدرسًا في هذا المعهد منذ عام 1952 حتى عام 1983، عاملاً بإخلاص، ومعلمًا مجتهدًا، ينشط في تلقين أجيال متعددة علوم القرآن، وطرق قراءته في واحدة من أهم مراحل تاريخ الأمة الإسلامية في عصرها الحديث، ومتغاضيًا -أثناء ذلك- عن العديد من الصعوبات التي قابلته في حياته، في سبيل أداء رسالته على وجهها الأكمل.
لم يكتف الشيخ بإجازته الجامعية، فبدأ في تلقي هذا العلم بأكثر طرق التلقي دقة وإحكامًا، وهي طريقة القراءة على الشيخ التي ينسب إليها الفضل في حفظ القرآن والحديث، بهذه الصورة المحكمة. وقد كانت هذه الطريقة سبيله إلى الدخول في سلسلة الرواية القرآنية المرفوعة. فكان أن قرأ القراءات السبع على الشيخ محمد الفحل -شيخ مقرأة مسجد سيدي علي المليجي الوصال بقريته (مليج)- ثم قرأ القراءات العشر الكبرى من «طيبة النشر» على الشيخ أحمد الزيات، وهو الشيخ الذي رشحه فيما بعد لتدريسها حين أجاز له تعليم ما تعلمه منه، فانتقل الشيخ أحمد أبو حسن إلى المملكة العربية السعودية ليعمل مدرسًا للقراءات بمعهد القرآن الكريم بالرياض، من عام 1983 حتى عام 1985، وهو الذي اجتهد فيه اجتهادًا لافتًا، دفع إلى اختياره للعمل مدرسًا للقرآن الكريم وعلم القراءات بكلية أصول الدين بجامعة الإمام محمد بن سعود الإسلامية بالسعودية منذ عام 1986 حتى عام 1996، فكان بذلك واحدًا من حالات قليلة عملت بالتدريس الجامعي بدون الحصول على ما يعادل الدكتوراة، حيث سمحت له إجازة الشيخ أحمد الزيات بقراءة وتعليم القراءات العشر، وسمحت له خبرته الطويلة، واجتهاده في هذا المجال أن يتبوأ مكانة مرموقة في هذا الحقل العلمي، حيث أسهم على مدار العشرين عامًا الأخيرة، التي عمل فيها بالمملكة السعودية، في إثراء علوم القراءات القرآنية، على مستوى نشرها بين أفراد الأمة، وحثهم على حمل لواء القرآن، وعلى مستوى آخر: أثرى البحث الأكاديمي المتخصص بالإشراف على العديد من الأبحاث والرسائل الجامعية في علوم القرآن، ومناقشتها.

## منح الإجازات المكتوبة
إضافة إلى ذلك أسهم في تعليم عدد من كبار القراء في العالم الإسلامي، وقد قرأ عليه العديد ممن صاروا أساتذة جامعيين في هذا المجال، ومنهم الدكتور إبراهيم بن سعيد الدوسري الأستاذ بكلية أصول الدين بجامعة الإمام بن سعود، والدكتور عبد الله الشثري، والدكتور سيد الشنقيطي، والدكتور عباس مصطفى المصري، والدكتور إيهاب فكري، والشيخ محمد قطب. من النساء الدكتورة كوثر الخولي، والدكتورة سعاد عبد المجيد، والدكتورة أمينة بنت عبد العزيز علي يونس. كما قرأ عليه سليمان بن صالح الغصن، وحسين بن علي الحربي، وعبد العزيز بن محمد الشثري، والدكتور عبد الله بن محمد الحكمي، وصعب بن فهيد الصعب، وعبد الرحمن بن عبد الجبار الهوساوي، والدكتور منير بن خالد الحميد، من هؤلاء من قرأ عليه القراءات العشر، ومنهم من قرأ وتعلم عليه السبع، ومنهم من قرأ عليه برواية حفص عن عاصم، حيث منح سلطة الإجازة المكتوبة لتلاميذه، وهي الإجازة التي لا تمنح إلا للمشهود لهم من العلماء، وتعد شهادة علمية مستقلة ومعترفا بها.
تميزت علاقة الشيخ أحمد أبو حسن بأساتذته -مثل الشيخ أحمد الزيات- بالود الدائم الذي يقع بين الأستاذ وتلميذه النابغ. وهي العلاقة التي استمرت إلى أن توفى الله الشيخ الزيات في أكتوبر 2003، كما تميزت علاقته بتلاميذه -على اختلاف أعراقهم وجنسياتهم- باللين والود؛ الأمر الذي جعل من منزله بالقاهرة منتدى علميًا، ومقصدًا دائمًا لهؤلاء التلاميذ الذين يأتون إليه من كل فج عميق، يقرءون عليه، ويتعلمون منه، ويتزودون، ويمنحهم إجازاتهم بالقراءة. وهي الرسالة التي ظل يؤديها الشيخ على تقدمه في العمر كما لو كان في أوج شبابه.

## في شجرة الرواية القرآنية
للشيخ أحمد أبي حسن موقعه ودرجته في شجرة الرواية القرآنية التي ترتفع سلسلة الرواة فيها جيلا فجيلا من حفاظ القرآن ورواته حتى تنتهي إلى النبي الأعظم، وحسب هذه الشجرة التي تشرف على وضعها وتدقيق معلوماتها كلية أصول الدين بجامعة الإمام محمد بن سعود بالمملكة العربية السعودية فإن ترتيب الشيخ أبي حسن فيها هو الحادي والثلاثين في سلسلة الرواية للقراءة الأشهر والفاشية في العالم الإسلامي وهي قراءة حفص عن عاصم.
وترتيب سلسلة رواية الشيخ أبي حسن في الإجازة التي يمنحها لطلابه هو:
عن الشيخ أحمد أبي حسن عن الشيخ أحمد الزيات عن عبد الفتاح الهنيدي عن محمد بن أحمد المتولي عن أحمد الدري التهامي عن أحمد بن محمد سلمونة عن إبراهيم العبيدي عن عبد الرحمن الأجهوري عن يوسف أفندي زادة عن علي المنصوري عن سلطان المزاحي عن سيف الدين الفضالي عن السنباطي عن شيخ الإسلام زكريا الأنصاري عن رضوان العقبي عن ابن الجزري عن محمد بن عبد الرحمن الصائغ الحنفي عن محمد بن أحمد الصائغ المصري عن علي بن شجاع الهاشمي عن الإمام الشاطبي عن علي بن هذيل البلنسي عن أبي داود سليمان بن نجاح عن أبي عمر والداتي عن ابن غلبون عن علي بن محمد الهاشمي عن أحمد بن سهل الأشناني عن عبيد بن الصباح عن الإمام حفص بن سليمان الكوفي عن الإمام عاصم بن أبي النجود عن أبي عبد الرحمن السلمي عن عبد الله بن مسعود عن رسول الله محمد بن عبد الله صلى الله عليه وسلم.
ويلاحظ في إجازة الشيخ أبي حسن وجود أسماء مهمة في علم قراءات القرآن في هذه السلسلة مثل الإمام الشاطبي -صاحب ألفية الشاطبية في قراءات القرآن- والإمام ابن الجزري وغيرهما.

## وفاته
توفي الشيخ أحمد مصطفى أبو حسن 22 صفر 1429هـ.(2008م).